# L'Oranais
Pour plus de détails, voir Fiche technique et Distribution.
L'Oranais est un drame historique algéro-français réalisé par Lyes Salem, sorti en 2014.

## Synopsis
Djaffar, Hamid et quelques-uns de leurs amis, tous héros de la guerre d'indépendance algérienne, vivent progressivement, après l'euphorie de la victoire, une forme de désillusion à des degrés divers.

## Fiche technique
- Titre : L'Oranais
- Réalisation : Lyes Salem
- Scénario : Lyes Salem
- Montage : Florence Ricard
- Musique : Mathias Duplessy
- Photographie : Pierre Cottereau
- Producteur : Isabelle Madelaine et Yacine Laloui
- Production : Dharamsala, en association avec Indéfilms 2
- Distribution : Haut et Court
- Pays d’origine :  Algérie et  France
- Langue originale : arabe algérien et français
- Genre : drame historique
- Durée : 128 minutes
- Dates de sortie :
  -  France : 19 novembre 2014
  -  Algérie : 21 novembre 2014

## Distribution
- Lyes Salem : Djaffar
- Khaled Benaissa : Hamid
- Djemel Barek : Saïd
- Amal Kateb : Halima
- Najib Oudghiri : Farid
- Sabrina Ouazani : Nawel, la femme de Farid
- Miglen Mirtchev : Feodor Koulyguine
- Anne Zander : Elizabeth, la femme de Hamid, Américaine
- Abdou Boukefa : Bachir, le « fils » de Djaffar, adolescent
- Idir Benaibouche : Benaissa, agent des services secrets
- Amazigh Kateb : un chanteur errant

## Polémique
La sortie en salle du film en Algérie, a suscité quelques critiques de la part de certains nationalistes et chefs religieux, mais pas des autorités algériennes. La ministre de la culture de l’époque, Nadia Labidi, faisant confiance à la maturité du public pour se faire leur propre opinion.

## Distinctions
- Festival du film francophone d'Angoulême 2014 : Valois du meilleur acteur à Lyes Salem
- Festival international des jeunes réalisateurs de Saint-Jean-de-Luz 2014 : Chistera du jury des jeunes
- Trophées francophones du cinéma 2015 : Trophée francophone du second rôle masculin pour Khaled Benaissa